# Acicula beneckei
Acicula beneckei is een slakkensoort uit de familie van de Aciculidae. De wetenschappelijke naam van de soort is voor het eerst geldig gepubliceerd in 1883 door Andreae.